# 有声电影

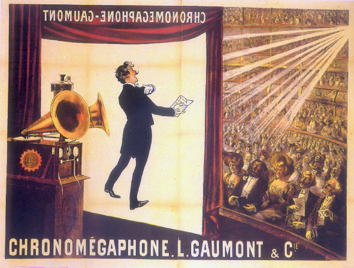
1902年法國高蒙電影公司的廣告海報，圖中描述一個極大的觀眾席前正播著有聲電影。

有声电影（英語：Talkies），昔稱聲片或響片，是指有声音同步播映的电影，和无声电影相对。1900年，第一部有声电影在巴黎放映，十年之后可靠的同步声音技术才逐渐成熟并可以商用。1923年4月，第一部同步有声电影在纽约公映。1927年10月，第一部有声故事片《爵士歌手》发行，這部影片使歌舞喜劇演員喬爾森大享盛名。
1930年代早期，有声电影成为一个全球现象。美国，有声电影使好莱坞成为全球最有影响力的文化和商业中心之一。欧洲，很多电影制作人和批评家对新的技术持怀疑态度，他们担心过多的对白会削弱无声电影特殊的美感。日本，流行电影通常是无声电影加现场表演，因此有声电影发展缓慢。印度，声音成为该国电影工业快速发展的重要因素。

## 发展历史

### 起步
隨著技術發展，有聲電影的製作漸漸形成可能，但初期有聲電影對大眾來說是個全新的玩意兒，許多大片廠並不看好這塊市場，深怕會流失已固定的觀眾群，此時華納兄弟的電影公司正面臨倒閉危機，因此他們將有聲電影當作賭注，拍攝爵士歌手，沒想到獲得前所未有的成功，因為廣受觀眾歡迎，其他電影公司也群起傚仿，自此有聲電影的成為一股不可抵擋的洪流。

## 技术
有声电影最初通過蜡盘发声。在拍摄影片时，用錄音设备把声音转化为音波，然后音波在蜡片上形成纹痕，音波越強，纹痕越深。当放映机轉動放映電影时，蜡盘與放映机同步转动並通过扩音器放出声音。蜡盘发声容易出現聲音與演員口型不吻合的問題。蜡盘发声於1894年由美国发明家發明。1914年，蜡盘发声技術传到中華民國上海市。中国第一部蜡盘发声影片是《歌女红牡丹》。
1926年8月6日，华纳兄弟影片公司首次尝试使用有声放映机放映影片，發聲不再額外需要蜡盘。演員的口型與聲音一致。這種有聲電影技術稱為片上发声。中国第一部拍攝的片上发声影片是《雨过天青》。